# Lockstedt
Lockstedt è un comune tedesco del circondario di Steinburg, nella regione dello Schleswig-Holstein. Ha circa 180 abitanti.